# Cocacolonización

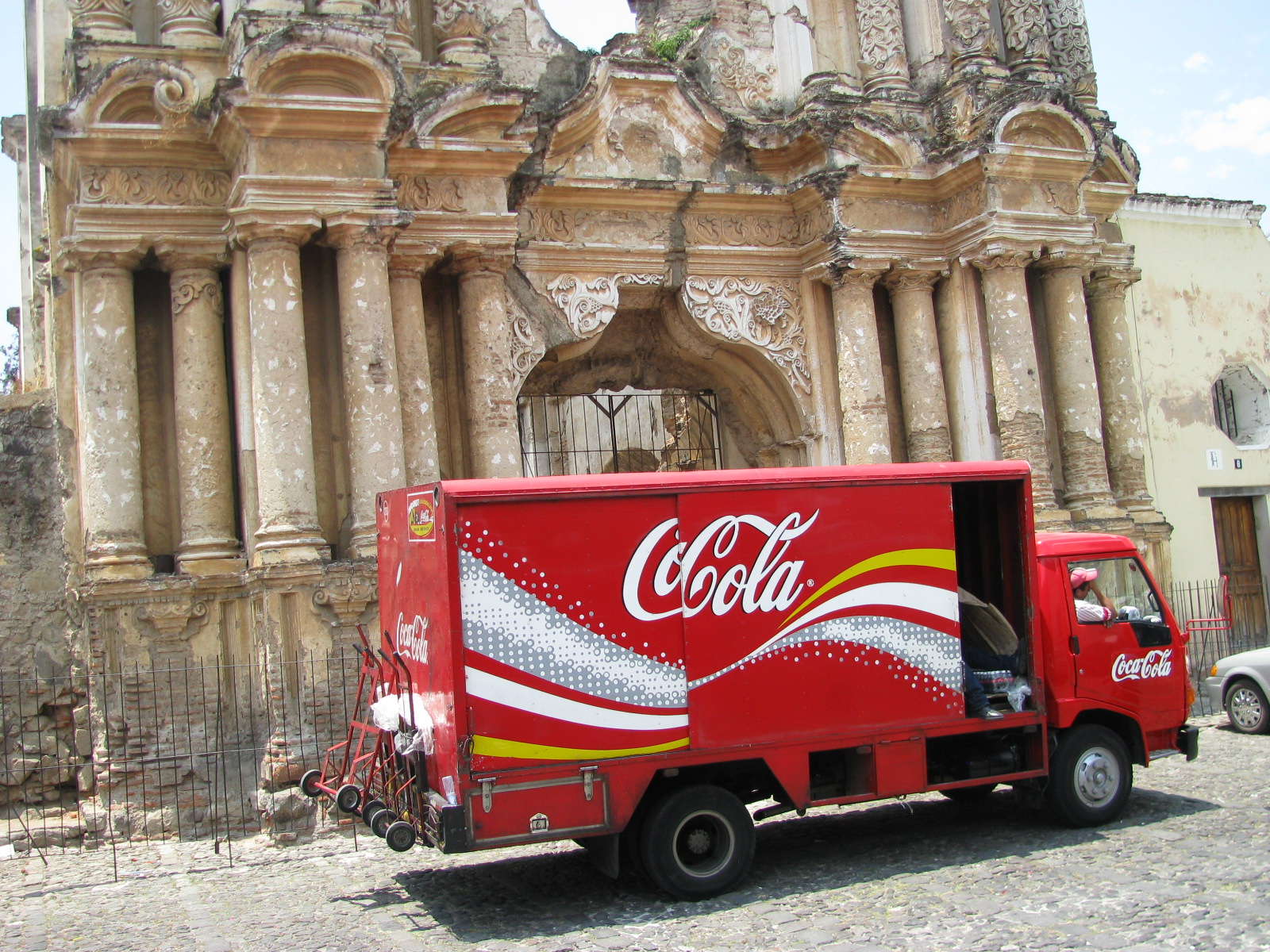
Camión repartidor de Coca Cola en una estructura de Antigua Guatemala.

La cocacolonización (o también conocida como coca-colonización) se refiere a la expansión de la cultura estadounidense así como su crecimiento económico e industrial en otros países a través del uso de tácticas militares (también conocida como americanización) impulsada a través de productos estadounidenses populares como la marca de refrescos Coca-Cola. El término es una combinación del nombre de la multinacional fabricante de refrescos y colonización.
Los primeros registros de este neologismo aparecen por primera vez en 1949 en Australia y en Francia, donde el Partido Comunista Francés se opuso firmemente a una mayor expansión de Coca-Cola. En 1948, el Ministerio de Finanzas francés se opuso a la venta de Coca-Cola con el argumento de que no aportaría capital para ayudar a la recuperación francesa y que probablemente solo generaría ganancias para Estados Unidos. El Partido Comunista Francés también advirtió que el sistema de distribución de Coca-Cola funcionaría también como una red de espionaje.
La expresión «colonización de la coca» también aparece en la literatura médica para describir los cambios en el estilo de vida y el aumento asociado de la incidencia de enfermedades crónicas características, por ejemplo, la diabetes tipo 2. 